# 중화기차공업
중화기차공업 또는 중화기차(China Motor Corporation, CMC, 중국어 간체: 中华汽车工业, 중국어 번체: 中華汽車工業, 병음: Zhōnghuá Qìchē Gōngyè)은 대만 타이베이시에 본사를 둔 자동차 제조업체이다.

## 역사
1969년 6월 설립돼 이듬해 미쓰비시 자동차와 기술양수계약을 체결했다. 1973년 12월 12일에 양메이구에 첫 번째 제조 시설을 열었다. 처음에 차량 생산은 월 300대 수준이었지만 급속한 성장과 첨단 도장 시설 개발 덕분에 1983년에 공장에서 100,000번째 차량을 생산했다.
원래는 상업용 차량만 생산했지만 이후 사업 규모를 확대해 연간 100,000대 이상의 차량을 생산하고 있다. 현재 그들은 양메이구에 2개, 신주시에 1개 등 3개의 제조 공장을 운영하고 있다.
회사는 1991년 3월부터 대만 증권거래소에 상장되었으며, 눈부신 성장을 거듭 인정받아 왔다. 1993년에는 대만 국가 품질상을 수상했으며, 2000년과 2001년에 JD 파워 아시아 태평양의 판매 만족도 지수에서 1위를 차지했다. 또한 제조 공장의 모범적인 근무 조건으로 수많은 표창을 받았다. 2019년 기준 위론기차그룹(Yulon Motor Group)은 40%가 넘는 최대 주주이며 중화기차공업은 위롱기차그룹의 일부로 간주된다.
1995년부터 CMC는 중국의 둥난기차공업에 막대한 투자를 해왔고 중국의 경제 성장을 활용할 준비를 갖추고 있다.
2005년에 회사는 중국 정부로부터 승인을 받았으며 다임러크라이슬러와 본토 시장용 미니밴 생산 계약을 체결했다.
회사 지분 13.97%는 미쓰비시가 소유하고 있다. CMC의 모든 모델은 미쓰비시에서 생산되었으며 대만 시장에 맞게 조정되었다.
2007년 6월부터 CMC는 후젠 다임러(Fujian Daimler) 합작 투자에 참여했다.

## 같이 보기
- 대만의 기업 목록